# 제미니 11호
제미니 11호(영어: Gemini 10)는 미국의 유인 우주 비행 계획인 제미니 계획의 일환으로 발사된 유인 우주선이다. 제미니 우주선으로서는 11번째이며, 1966년 9월 12일에 발사되었다.

## 승무원
- 피트 콘래드 - 선장
- 리처드 고든 - 파일럿

## 역사
제미니 11호의 목적은, 달 비행 계획을 위한 기술 개발의 일환으로서 궤도상에서의 랑데부 및 도킹, 그리고 선외 활동(우주 유영)이었다. 제미니 11호는 아제나 11호와 도킹하고, R.F.고든 비행사는 44분간 우주유영을 하고 아제나 11호와 제미니 11호를 로프로 연결하였다. 아제나 11호의 로켓을 분사시켜 고도 1,367 km까지 상승하는 기록을 세웠으며, 아제나 11호를 로프로 끌어당겨 회전시켜 인공 중력을 만드는 실험에 성공하였다.
1966년 9월 12일 발사된 제미니 11호의 모형을 5일동안 조립하여, 9월 24일부터 11월 3일까지 서울시민회관(현재 세종문화회관) 옆 광장(현재 광화문 광장)에서 일반시민들에게 공개되었다.

## 같이 보기
- 우주 탐사
- 우주 캡슐
- 우주복